# Лисун (риба)
Лисун, або бичок-лисун (Pomatoschistus) — рід риб з родини Бичкових (Gobiidae).

## Характеристика[3]
Спинні м'язи зверху голови не доходять до очей. Хвостове стебло довше за основу другого спинного плавця. Боки тіла покриті ктеноїдною лускою. Голова, горло, груди та стебла грудних плавців зазвичай голі. Відстань між очима мала. Очі скеровані косо вгору. Передні ніздрі мають вигляд дуже коротких трубочок, без лопастинок. На голові є канал бічної лінії над кришковою кісткою, а також підочний ряд генипор. На щоках підочні поперечні ряди генипор.
Плавальний міхур є. Ікринки поліплазматичні. Личинки пелагічні, мають плавальний міхур.

## Класифікація
Включає 12 видів:
- Pomatoschistus bathi — Лисун Бата
- Pomatoschistus canestrinii
- Pomatoschistus knerii
- Pomatoschistus lozanoi
- Pomatoschistus marmoratus — Лисун мармуровий
- Pomatoschistus microps — Лисун звичайний
- Pomatoschistus minutus — Лисун малий
- Pomatoschistus montenegrensis
- Pomatoschistus norvegicus — Лисун норвезький
- Pomatoschistus pictus — Лисун мальований
- Pomatoschistus quagga
- Pomatoschistus tortonesei

В фауні Чорного моря відзначаються чотири види: лисун Бата, лисун мармуровий, лисун малий і лисун мальований.